# DBKom
DBKom ist ein ehemaliges Unternehmen des Konzerns Deutsche Bahn und war damals zuständig für Telekommunikationsaufgaben. 1996 erwirtschaftete die DBKom rund eine Milliarde DM Umsatz. 
Die DBKom hat die Bahnselbstanschlussanlage (BASA), das Telefonnetz der Deutschen Bahn AG, übernommen. Sie besaß ein bundesweites, modernes Glasfasernetz mit einer Länge von rund 40.000 Kilometern und 300.000 Anschlüssen, das 1997 das zweitgrößte Telefonnetz Deutschlands nach dem der Deutschen Telekom war.
Die DBKom begann im August 1996 mit der Modernisierung von 5.000 Kilometern Leitungsnetz; verlegt wurden Glasfaserleitungen im Wert von rund 200 Millionen Deutsche Mark (ca. 100 Millionen Euro).
Die Deutsche Bahn AG verkaufte im Juni 1996 49 Prozent ihrer Telekommunikationstochter DBKom an Mannesmann bzw. an die gemeinsame Telekommunikationstochter der Deutschen Bank AG und der Mannesmann AG, die Communications Network International (CNI). 
Heute befindet sich das Fernmeldenetz wieder im Besitz der Bahn, bzw. den Töchtern DB Systel GmbH und DB Netz AG. Dienstleistungen an dem Fernmeldenetz werden zu einem großen Teil von der Tochter DB Kommunikationstechnik übernommen.